# Teileann
Teileann (Engels: Teelin) is een plaats in het Ierse graafschap County Donegal. De plaats bevindt zich in de Gaeltacht en telt 300 inwoners.